# Dinmukhammed Ulysbayev
Dinmukhammed Ulysbayev, né le 21 juillet 1998 à Taraz  et mort le 17 mai 2023,, est un coureur cycliste kazakh.

## Palmarès

### Par année
- 2015
  -  Champion du Kazakhstan sur route juniors
- 2016
  -  Champion d'Asie sur route juniors
  - 2ea étape du Tour du Pays de Vaud
  - Giro di Basilicata :
    - Classement général
    - 1re étape

  - 2e du Tour du Pays de Vaud
  - 2e du championnat du Kazakhstan du contre-la-montre juniors
- 2017
  - 3e étape du Grand Prix Priessnitz spa

### Classements mondiaux
| Année                                 | 2017  | 2018  | 2019  | 2020  | 2021  |
| ------------------------------------- | ----- | ----- | ----- | ----- | ----- |
| Classement mondial                    | 1371e | 3221e | 2874e | 1894e | 2339e |
| UCI Europe Tour                       | 890e  | nc    |       |       |       |
| UCI Asia Tour                         | nc    | 746e  | 303e  | 154e  | 181e  |
|                                       |       |       |       |       |       |
| Légende : nc = non classéSource : UCI |       |       |       |       |       |